# Klaus Ruhnke
Klaus Ruhnke (* 8. Oktober 1963) ist ein deutscher Ökonom und Professor für Betriebswirtschaftslehre (BWL). Er ist Inhaber des Lehrstuhls für Unternehmensrechnung und Wirtschaftsprüfung am Finance, Accounting & Taxation (FACTS)-Department der Freien Universität Berlin.

## Leben
Klaus Ruhnke besuchte von 1969 bis 1979 die Schule in Duisburg und machte von 1979 bis 1982 eine Berufsausbildung zum Kaufmann im Groß- und Außenhandel  in Duisburg. Er erhielt im Jahr 1983 sein Fachabitur in Duisburg-Mitte und leistete anschließend seinen Grundwehrdienst bei der Bundeswehr ab.
Klaus Ruhnke erlangte 1989 den akademischen Grad "Diplom-Ökonom" an der Universität Duisburg.
Er promovierte im Jahr 1994 mit "summa cum laude" bei Wohlgemuth an der gleichen Hochschule. Seine Dissertation trug den Titel "Konzernbuchführung".
Dort habilitierte  er sich im Jahr 1999 ebenfalls mit seiner Habilitationsschrift "Normierung der Abschlussprüfung".
Er ist seit 1999 Inhaber des Lehrstuhls für Unternehmensrechnung und Wirtschaftsprüfung am Finance, Accounting & Taxation (FACTS)-Department der Freien Universität Berlin. Verschiedene Auslandstätigkeiten, u. a. im Jahr 2007 Gastprofessor an der Aarhus School of Business (Dänemark).
European Accounting Research Network (EARNet): Founder, Scientific Committee; Reviewer für verschiedene nationale und internationale Zeitschriften; Mitglied AAA, EAA und VHB.

## Forschungsschwerpunkte
Klaus Ruhnkes laufende und geplante Forschungsvorhaben sind Anwendung internationaler Rechnungslegungs- und Prüfungsnormen, Aus- und Fortbildung des Wirtschaftsprüfers, Effiziente Lernpfade in der Wissensdomäne „Rechnungslegung“ auch unter Berücksichtigung der Entwicklung des Systems ELIAS (E-Learning International Accounting Student), Erwartungslücke im Bereich Abschlussprüfung, Geschäftsrisikoorientierte Abschlussprüfung, Kommentierung ausgewählter Paragrafen des Handelsgesetzbuches, Konzernabschlussprüfung, Prüfung der going concern-Annahme und Kapitalmarktreaktionen, Prüfung geschätzter Werte, Prüfungsdifferenzen, Prüfungssicherheit im Rahmen von Abschlussprüfungen, Prüfung von Nachhaltigkeitsberichten, Qualität der Unternehmensberichterstattung, Reformvorschläge des EU-Grünbuchs, Review von unterjährigen Berichten sowie Wesentlichkeitsgrenzen im Rahmen von Abschlussprüfungen.

## Schriften (Auswahl)
- Konzernbuchführung. IDW-Verlag, Düsseldorf 1995, ISBN 3-8021-0647-4 (Zugleich: Universität Duisburg, Dissertation, 1994).
- Normierung der Abschlußprüfung. Schäffer-Poeschel, Stuttgart 2000, ISBN 3-7910-1598-2 (Zugleich: Universität Duisburg, Habilitationsschrift, 1999).
- Kai-Uwe Marten / Reiner Quick / Klaus Ruhnke: Wirtschaftsprüfung. Grundlagen des betriebswirtschaftlichen Prüfungswesens nach nationalen und internationalen Normen. 5., überarbeitete Auflage. Schäffer-Poeschel, Stuttgart 2015, ISBN 978-3-7910-3438-6.
- Klaus Ruhnke / Dirk Simons: Rechnungslegung nach IFRS und HGB. Lehrbuch zur Theorie und Praxis der Unternehmenspublizität mit Beispielen und Übungen. 3., überarbeitete und erweiterte Auflage. Schäffer-Poeschel, Stuttgart 2012, ISBN 978-3-7910-3057-9.
- Mehr als 100 nationale und internationale Aufsatzpublikationen.[3]